# Parti pour les animaux
Ne doit pas être confondu avec Parti animaliste.
Le Parti pour les animaux (en néerlandais : Partij voor de Dieren, abrégé en PvdD) est un parti politique écologiste, animaliste et antispéciste néerlandais, fondé le 28 octobre 2002. Au 1er janvier 2016, il revendique 11 946 adhérents.
Le parti devient, lors des élections législatives de 2006, le premier parti antispéciste au monde représenté dans une assemblée nationale. Il compte actuellement six représentants sur les 150 sièges à pourvoir à la Seconde Chambre, ainsi que trois sénateurs sur les 75 que compte la Première Chambre. Il dispose par ailleurs d'un mandat au Parlement européen.

## Idéologie

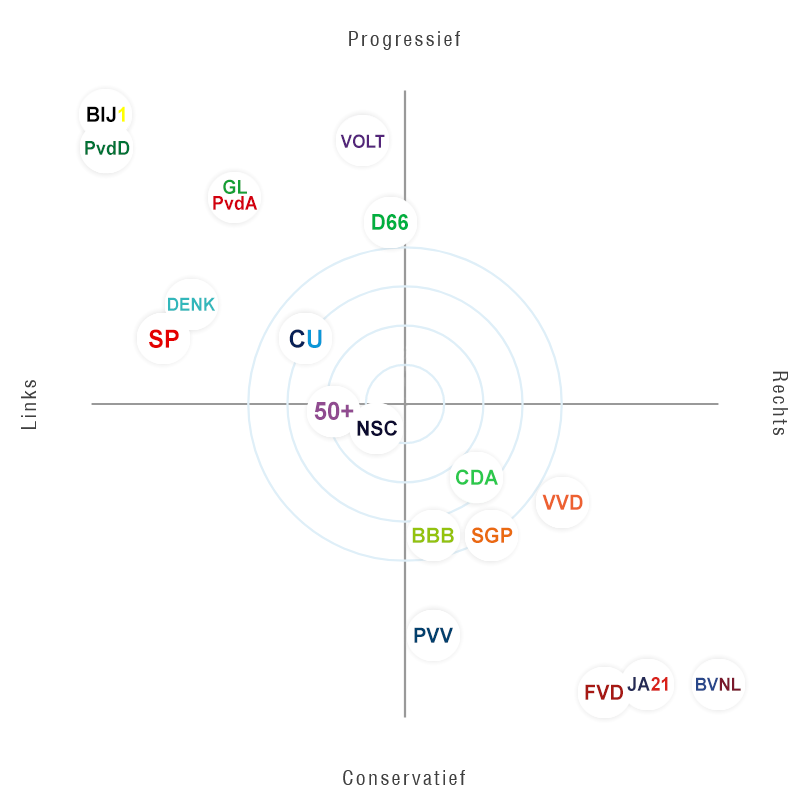
La place du Parti pour les animaux (PvdD) sur un quadrant politique, pour les élections législatives de 2023.

Le Parti pour les animaux a été fondé en désapprobation de la politique relative à la condition animale menée par le cabinet Balkenende I en octobre 2002. Les critiques étaient également adressées aux partis plus sensibles à cette question, telle que la Gauche verte, lesquels n'auraient pas accordé suffisamment d'importance au bien-être animal et aux droits des animaux.
Le PvdD constitue un « parti témoignage » (beginselpartij ou getuigenispartij), notion typiquement néerlandaise servant à désigner les formations politiques se concentrant sur une seule cause, et pouvant obtenir des sièges parlementaires grâce au système de proportionnelle. Aussi, le parti met en avant son expertise sur la condition animale et sa capacité à mener un travail parlementaire détaillé dans ce domaine.
Par ailleurs, le PvdD se défend de n'être ni de droite, ni de gauche, et suggère que le thème des animaux doit transcender les clivages politiques mais aussi religieux.[réf. nécessaire]
Le parti est opposé à l'abattage rituel et à la politique agricole commune.

## Histoire
Lors des élections législatives de 2003, le PvdD présente des candidats dans pratiquement toutes les provinces du pays, à l'exception de l'Overijssel en raison d'un défaut d'organisation. À peine trois mois après sa fondation, le parti recueille 47 655 voix, soit environ trois quarts des suffrages nécessaires à l’obtention d'un siège.
À l'issue de son congrès, le 30 novembre 2003, le PvdD décide de se présenter aux élections européennes de 2004. Avec 3,2 % des suffrages, le parti ne parvient pas à remporter de siège. Il ne se présente pas aux élections municipales de 2006, préférant préparer les élections législatives qui devaient théoriquement se tenir en 2007.
Ainsi, lors des élections législatives anticipées de 2006, le Pvdd obtient ses deux premiers sièges au Parlement, Marianne Thieme et Esther Ouwehand ayant bénéficié respectivement de 150 307 et 4 370 votes préférentiels. Sur ses listes, le PvdD a placé de nombreux lijstduwers (« pousseurs de liste » en néerlandais, terme désignant les personnalités non politiques, dont la notoriété permet d'attirer des électeurs, placées en fin de liste), tels que Paul Cliteur, Martin Gaus, Maarten 't Hart, Kees van Kooten, Rudy Kousbroek, Georgina Verbaan et Jan Wolkers.
L'année suivante, lors des élections provinciales de 2007, le parti remporte neuf sièges dans les États provinciaux de huit provinces, permettant l'obtention d'un premier siège à la Première Chambre, en la personne de Niko Koffeman.
À l'occasion des élections européennes de 2009, le PvdD présente une liste, conduite par Natasja Oerlemans et comportant des élus des États provinciaux ; les députés et sénateurs du parti faisant office de lijstduwers. Le parti ne remporte néanmoins aucun siège.
Aux élections municipales de 2010, le PvdD remporte un siège dans chacune des six communes dans lesquelles il s'est présenté (Amsterdam, Apeldoorn, Buren, La Haye, Groningue et Leyde). Il les conserve lors des élections municipales de 2014, tout en gagnant un siège dans six nouvelles communes : Rotterdam, Utrecht, Arnhem, Gouda, Vlagtwedde et Pijnacker-Nootdorp.
Lors des élections législatives de 2010 et de 2012, le parti maintient sa représentation parlementaire obtenue en 2006.
À l'issue des élections européennes de 2014, la liste du PvdD recueille 4,2 % des suffrages exprimés, lui permettant que sa tête de liste, Anja Hazekamp, soit élue au Parlement européen. Aux élections sénatoriales de 2015, Christine Teunissen est élue pour le parti et Koffeman réélu, portant ainsi à deux le nombre de sénateurs adhérents à la chambre haute du Parlement.
Aux élections législatives de 2017, le parti obtient cinq sièges avec 335 214 voix, faisant plus que doubler sa représentation à la Seconde Chambre : Lammert van Raan, Frank Wassenberg et Femke Merel Arissen sont élus et Marianne Thieme et Esther Ouwehand réélues.

## Élus au niveau national et européen

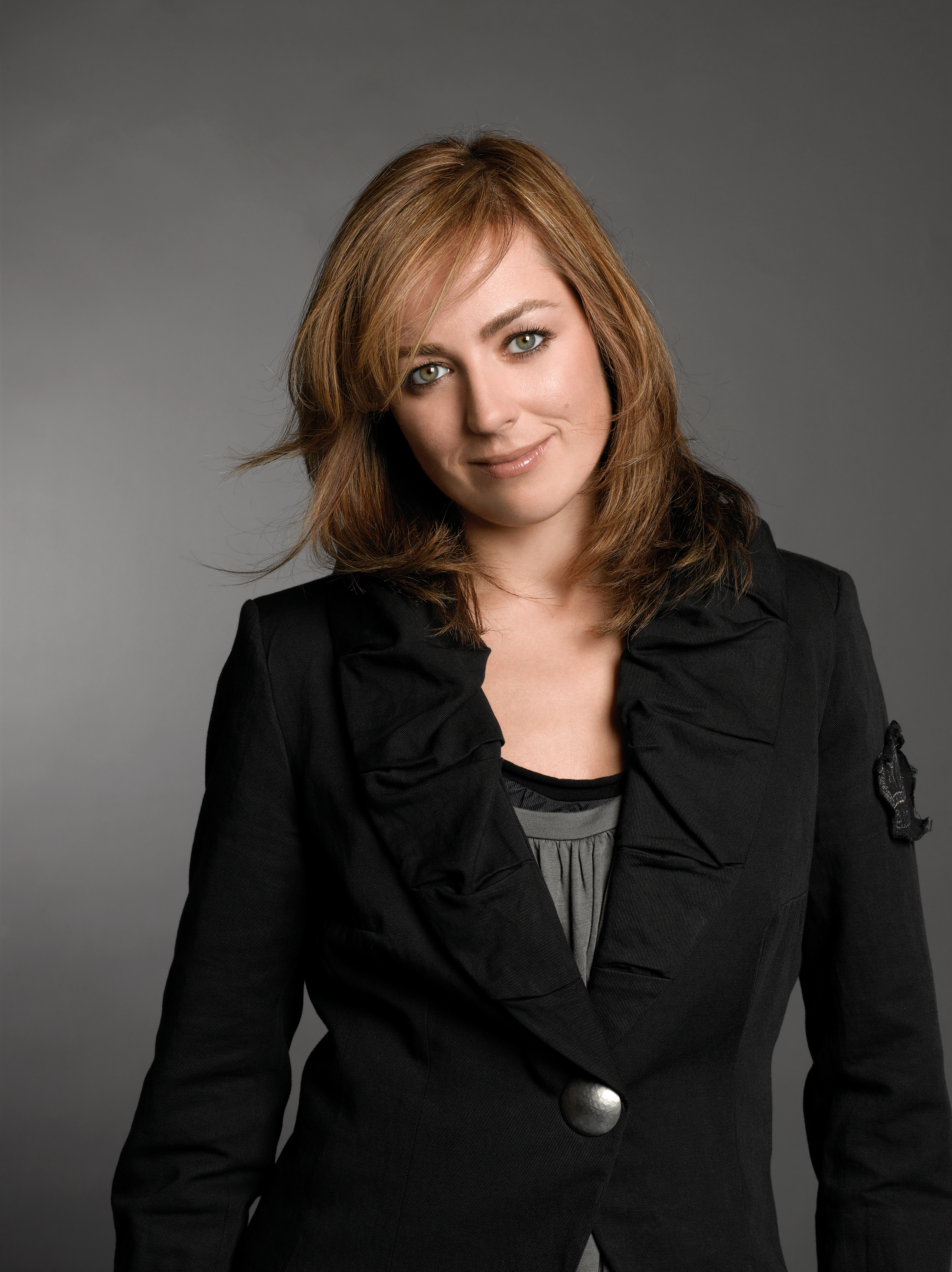
Marianne Thieme, ancien chef politique du parti, ancienne représentante et ancien chef du groupe du PvdD à la Seconde Chambre des États généraux.
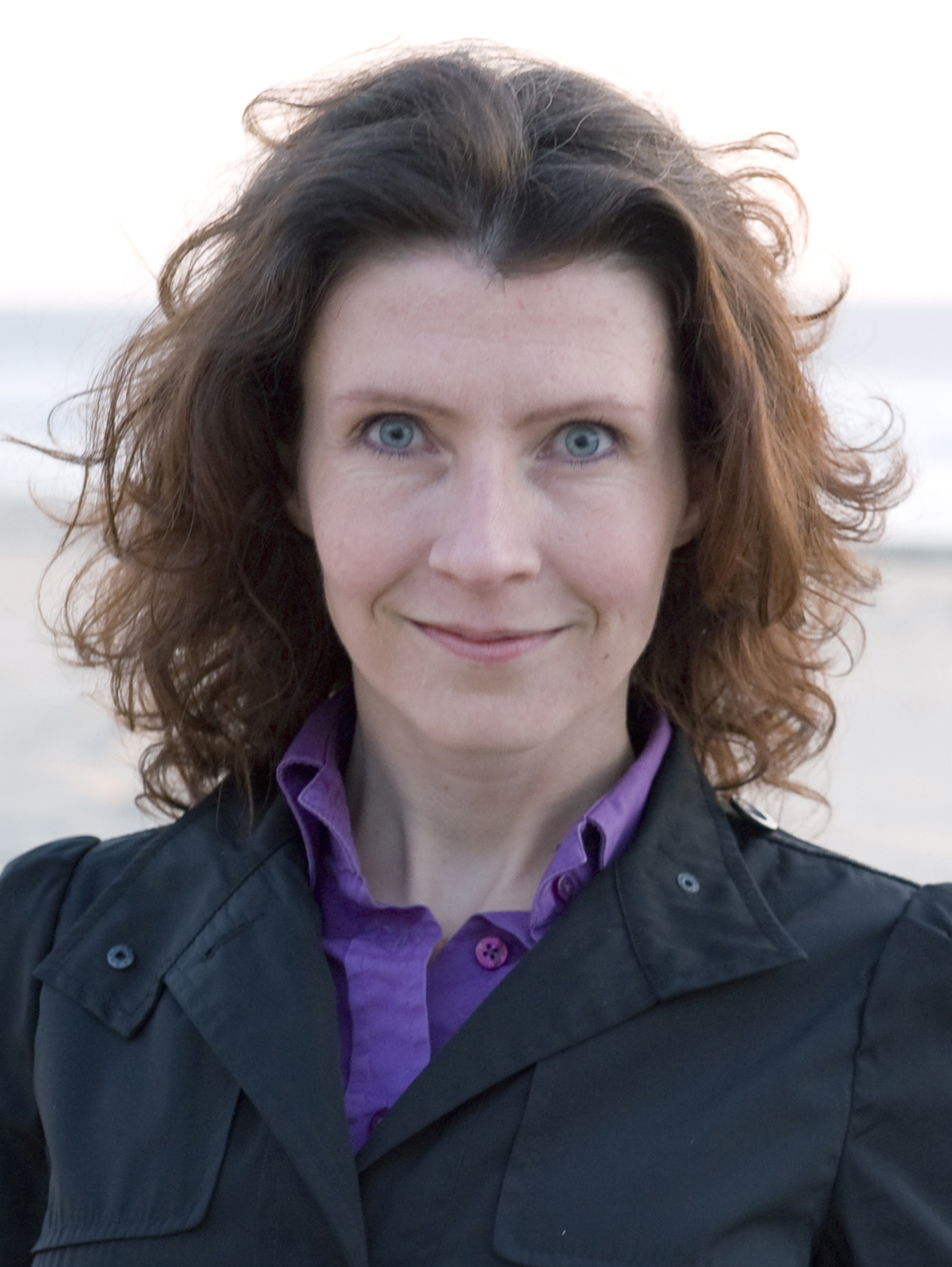
Esther Ouwehand, chef politique du parti, représentante et chef du groupe du PvdD à la Seconde Chambre des États généraux.
Lammert van Raan, représentant à la Seconde Chambre des États généraux.
Frank Wassenberg, représentante à la Seconde Chambre des États généraux.
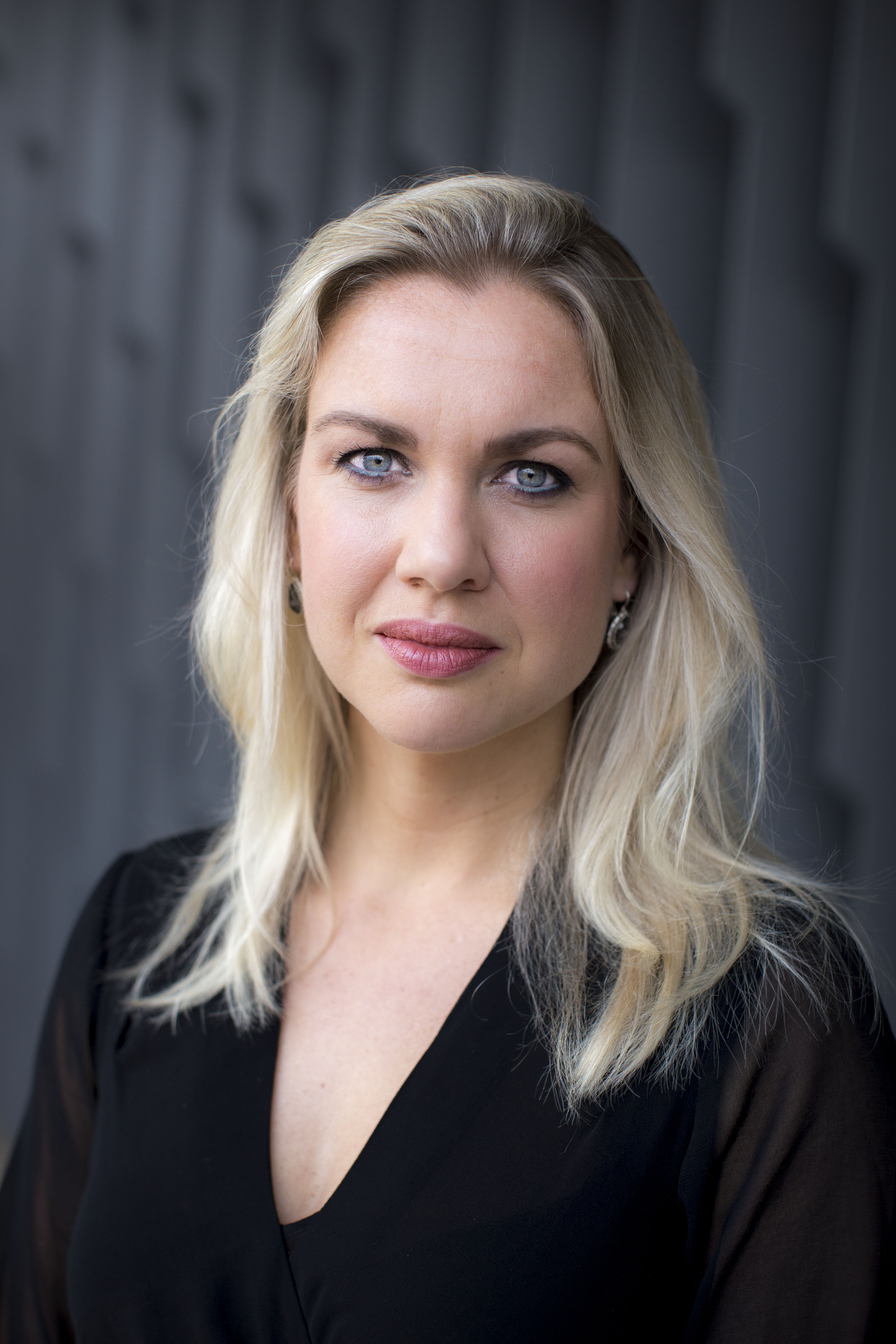
Femke Merel Arissen, représentante à la Seconde Chambre des États généraux.
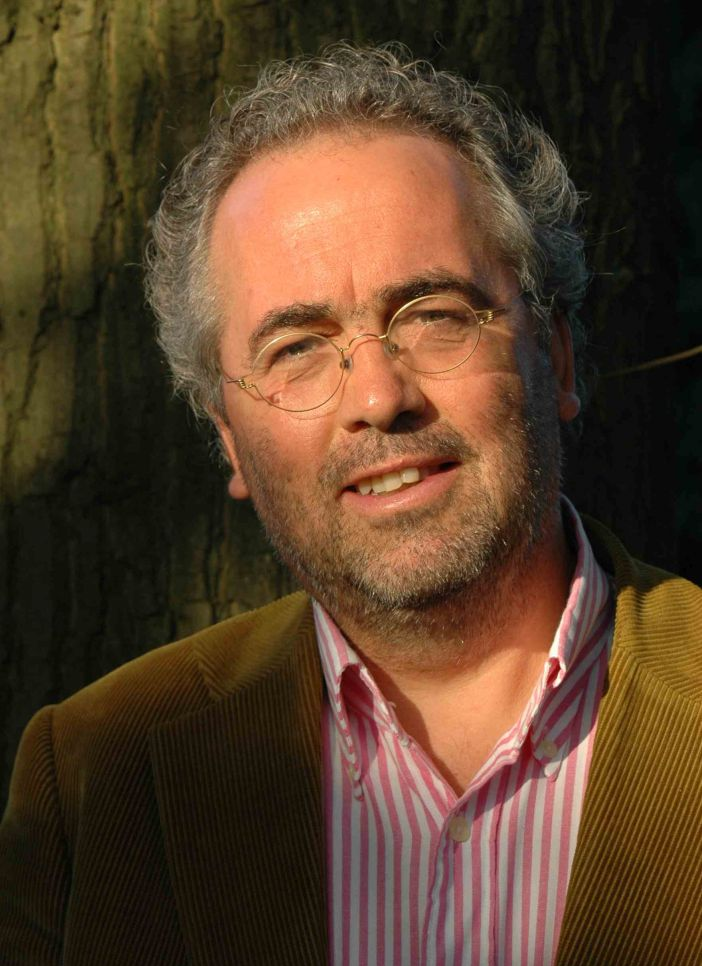
Niko Koffeman, sénateur et chef du groupe du PvdD à la Première Chambre des États généraux.
Christine Teunissen, sénatrice à la Première Chambre des États généraux.
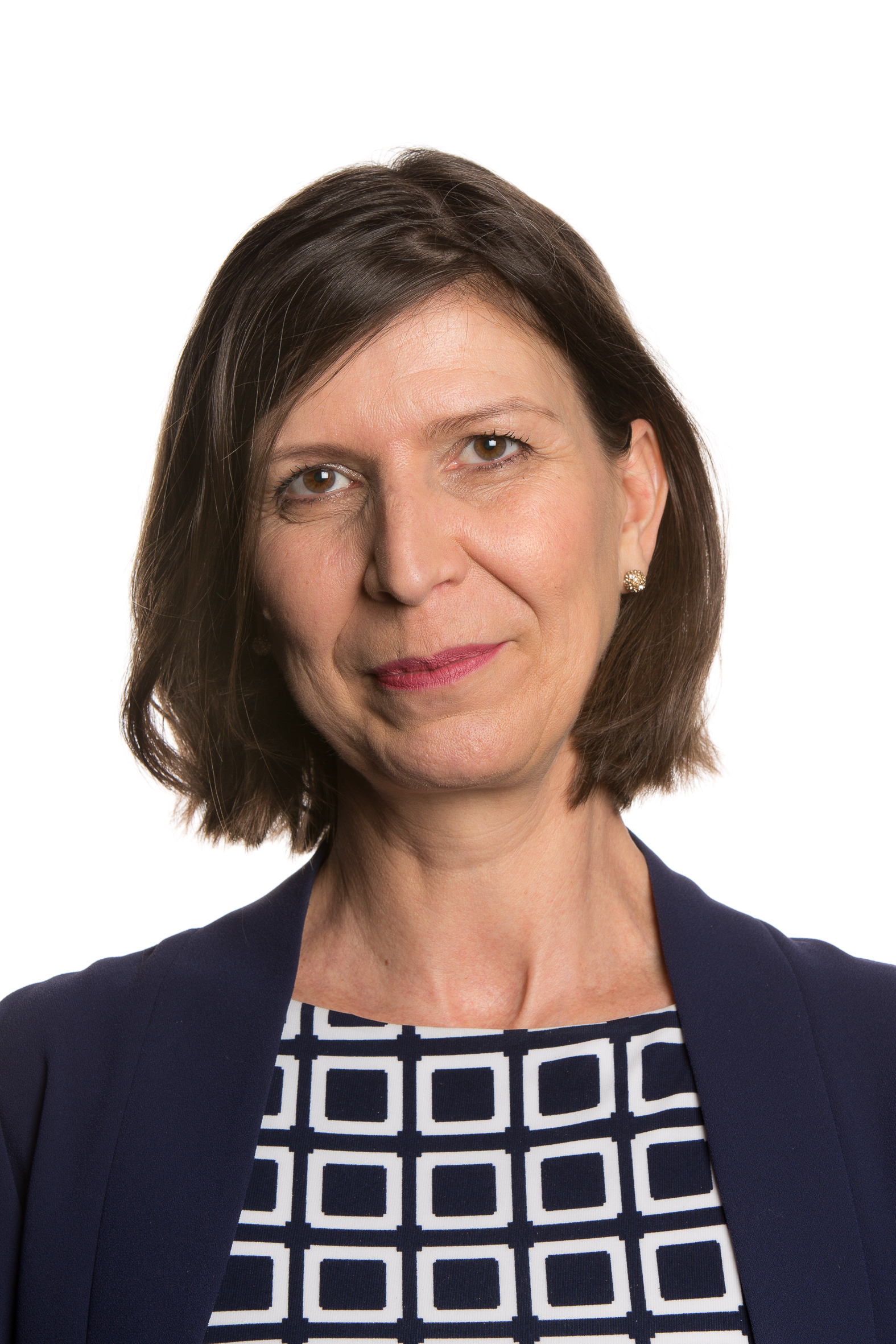
Anja Hazekamp, unique députée du parti au Parlement européen.

## Controverses

### Niek Pierson
Le 10 mars 2007, le quotidien NRC Handelsblad fait savoir que le plus important bailleur de fonds du Parti pour les animaux, Niek Pierson, fait fortune en vendant des moustiquaires conçues avec des substances testées sur des animaux. Sa société travaillerait également en collaboration avec l'entreprise Bayer, notoirement connue pour ses expérimentations animales. En réaction, la présidente du parti Marianne Thieme déclare que Person fait don à titre personnel de ses fonds et que le parti refuserait toute contribution de sa société.

### Relations avec l'Église adventiste du septième jour
Dans un entretien du 11 avril 2007 avec Volkskrant, l'écrivain Maarten 't Hart, présent comme lijstduwer sur une liste du parti lors des élections législatives de 2006, accuse Marianne Thieme et Nico Koffeman d'avoir des « idées lugubres » et préjudiciables pour le parti et demandé leur démission, notamment en raison de leur appartenance à l'Église adventiste du septième jour, déclarant à propos de cette organisation religieuse : « C’est une secte religieuse. Les adventistes du septième jour prennent la Bible à la lettre. Ils croient que Jésus reviendra et que tous les mécréants seront alors annihilés à jamais. Selon Bruinsma, le grand patron aux Pays-Bas, cela ne durera plus très longtemps. Ce n’est peut-être pas pour la semaine prochaine, mais alors pour dans un mois ».
Autre lijstduwer, l'écrivain et chroniqueur Rudy Kousbroek a écrit que l'appartenance à cette Église était incompatible avec une fonction dirigeante au sein du parti. Selon lui, le duo Thieme-Koffeman serait surtout préoccupé par « le salut de leur propre âme ».
En réponse, Thieme a accordé une interview à De Telegraaf, dans laquelle elle a affirmé qu'Adam et Ève étaient végétariens et que ce n'est qu'après la Chute que les hommes ont commencé à manger de la viande. Elle a précisé que la consommation de viande n'était pas un péché, affirmant que les arguments s'y opposant étaient d'ordre économique et sanitaire.

## Électorat

### Géographie électorale
L'électorat du PvdD se concentre dans la très urbaine Randstad, plus particulièrement à Amsterdam et La Haye et généralement dans les grandes et moyennes villes. En revanche, dans la bien plus rurale Bijbelgordel (« Ceinture de la Bible », Bible Belt des Pays-Bas), ces municipalités où les partis chrétiens ont de nombreux électeurs, le Parti pour les animaux est faible, notamment à Graafstroom, Barneveld, Staphorst et Urk.
Lors des élections législatives de 2012, le parti a réalisé son plus gros score dans la commune de Leyde, en Hollande-Méridionale, avec 3,23
% des voix.

### Évolution du nombre d'adhérents
| Année            | Nombre d'adhérents |
| ---------------- | ------------------ |
| 1er janvier 2008 | 6 972              |
| 1er janvier 2009 | 8 012              |
| 1er janvier 2010 | 10 310             |
| 1er janvier 2011 | 11 610             |
| 1er janvier 2012 | 12 250             |
| 1er janvier 2013 | 12 519             |
| 1er janvier 2014 | 11 225             |
| 1er janvier 2015 | 12 019             |
| 1er janvier 2016 | 11 946             |
| 1er janvier 2017 | 12 866             |
| 1er janvier 2018 | 16 156             |
| 1er janvier 2019 | 17 043             |

## Résultats électoraux

### Législatives
| Année | Voix    | %   | Sièges  | Rang | Gouvernement |
| ----- | ------- | --- | ------- | ---- | ------------ |
| 2003  | 47 754  | 0,5 | 0 / 150 | 10e  | Opposition   |
| 2006  | 178 509 | 1,8 | 2 / 150 | 9e   | Opposition   |
| 2010  | 120 490 | 1,3 | 2 / 150 | 10e  | Opposition   |
| 2012  | 180 081 | 1,9 | 2 / 150 | 9e   | Opposition   |
| 2017  | 335 214 | 3,2 | 5 / 150 | 9e   | Opposition   |
| 2021  | 399 750 | 3,8 | 6 / 150 | 9e   | Opposition   |
| 2023  | 235 148 | 2,2 | 3 / 150 | 10e  | Opposition   |

### Européennes
| Année | Voix    | %   | Sièges | Rang | Groupe  |
| ----- | ------- | --- | ------ | ---- | ------- |
| 2004  | 153 432 | 3,2 | 0 / 27 | 9e   |         |
| 2009  | 157 735 | 3,5 | 0 / 25 | 9e   |         |
| 2014  | 200 254 | 4,2 | 1 / 26 | 9e   | GUE/NGL |
| 2019  | 220 809 | 4,0 | 1 / 29 | 8e   | GUE/NGL |

### Provinciales
| Province                | 2007                     | 2011                     | 2015                     | 2019                     |
| ----------------------- | ------------------------ | ------------------------ | ------------------------ | ------------------------ |
| Brabant-Septentrional   | 1 / 55 (2,17 % des voix) | 1 / 55 (1,81 % des voix) | 2 / 55 (3,15 % des voix) | 2 / 55 (3,73 % des voix) |
| Drenthe                 | 0 / 41 (1,88 % des voix) | Ne participe pas.        | Ne participe pas.        | 1 / 41 (3,43 % des voix) |
| Flevoland               | 1 / 39 (3,23 % des voix) | 1 / 39 (2,29 % des voix) | 2 / 39 (4,13 % des voix) | 2 / 41 (4,38 % des voix) |
| Frise                   | 0 / 43 (1,70 % des voix) | Ne participe pas.        | 1 / 43 (2,57 % des voix) | 1 / 43 (3,22 % des voix) |
| Gueldre                 | 1 / 53 (2,15 % des voix) | 1 / 53 (1,82 % des voix) | 2 / 53 (3,34 % des voix) | 2 / 55 (4,46 % des voix) |
| Groningue               | 1 / 43 (2,16 % des voix) | 1 / 43 (2,13 % des voix) | 2 / 43 (3,76 % des voix) | 1 / 43 (4,08 % des voix) |
| Hollande-Méridionale    | 1 / 55 (3,09 % des voix) | 1 / 55 (2,28 % des voix) | 2 / 55 (4,08 % des voix) | 2 / 55 (4,37 % des voix) |
| Hollande-Septentrionale | 2 / 55 (3,74 % des voix) | 1 / 55 (2,48 % des voix) | 3 / 55 (4,79 % des voix) | 3 / 55 (6,07 % des voix) |
| Limbourg                | 1 / 47 (2,57 % des voix) | 0 / 47 (1,69 % des voix) | 1 / 47 (2,95 % des voix) | 2 / 47 (3,84 % des voix) |
| Overijssel              | 0 / 47 (1,68 % des voix) | 0 / 47 (1,33 % des voix) | 1 / 47 (2,24 % des voix) | 1 / 47 (3,03 % des voix) |
| Utrecht                 | 1 / 47 (2,66 % des voix) | 1 / 47 (2,02 % des voix) | 2 / 49 (4,14 % des voix) | 2 / 49 (4,71 % des voix) |
| Zélande                 | Ne participe pas.        | 0 / 39 (1,84 % des voix) | Ne participe pas.        | 1 / 39 (3,50 % des voix) |
| Pays-Bas                | 9 / 564                  | 7 / 564                  | 18 / 564                 | 20 / 570                 |

### Municipales
Le Parti pour les animaux a participé, en 2010, pour la première fois aux élections municipales, dans les communes d'Amsterdam, de La Haye, Leyde, Apeldoorn, Groningue et Buren et a remporté un siège dans chacune d'entre elles.
En plus des six précédemment citées, le parti s'est présenté, à l'occasion des élections de 2014, dans les communes de Rotterdam, Utrecht, Arnhem, Gouda, Vlagtwedde et Pijnacker-Nootdorp. Au total, dans chacune de ces douze communes, le Parti pour les animaux a gardé ou obtenu un siège.